# Néstor Errea
Néstor Martín Errea (ur. 27 kwietnia 1939 w Buenos Aires  – zm. 3 czerwca 2005) – argentyński piłkarz, grający podczas kariery na pozycji bramkarza.

## Kariera klubowa
Néstor Errea piłkarską karierę rozpoczął w Atlancie Buenos Aires w 1958. W latach 1962–1965 był zawodnikiem Boca Juniors. Z Boca Juniors trzykrotnie zdobył mistrzostwo Argentyny w 1962, 1964 i 1965. W kolejne kilkanaście miesięcy spędził w pierwszoligowym Colónie Santa Fe, po czym na parę miesięcy wyemigrował do urugwajskiego CA Peñarol, z którym zdobył mistrzostwo Urugwaju. Rok 1968 spędził w Boca Juniors. W latach 1969–1970 był zawodnikiem Estudiantes La Plata.
Z Estudiantes dwukrotnie zdobył Copa Libertadores w 1969(był rezerwowym w finale) i 1970 (wystąpił w obu meczach finałowych z Peñarolem) oraz Puchar Interkontynentalny w 1970 (wystąpił w pierwszym meczu z Feyenoordem). Rok 1971 spędził w pierwszoligowym CA Banfield, po czym wyjechał do Grecji, gdzie spędził resztę kariery. W lidze argentyńskiej rozegrał 192 spotkania. W latach 1972–1975 występował w AEK Ateny, a 1975-1977 w Apollonie Smyrnis. W lidze greckiej rozegrał 80 spotkań.

## Kariera reprezentacyjna
W reprezentacji Argentyny Errea występował w 1959. W reprezentacji zadebiutował 9 grudnia 1959 w wygranym 4-2 meczu z Paragwajem w dodatkowej edycji Mistrzostwach Ameryki Południowej, na których Argentyna zajęła drugie miejsce.
Drugi i zarazem ostatni raz w reprezentacji wystąpił 15 czerwca 1961 w przegranym 1-4 towarzyskim meczu z Włochami.
| Mecze i gole w reprezentacji | Mecze i gole w reprezentacji | Mecze i gole w reprezentacji | Mecze i gole w reprezentacji | Mecze i gole w reprezentacji | Mecze i gole w reprezentacji | Mecze i gole w reprezentacji |
| #                            | Data                         | Miasto                       | Przeciwnik                   | Gol                          | Wynik                        | Rozgrywki                    |
| ---------------------------- | ---------------------------- | ---------------------------- | ---------------------------- | ---------------------------- | ---------------------------- | ---------------------------- |
| 1.                           | 09.12.1959                   | Guayaquil                    | Paragwaj                     |                              | 4:2                          | Copa América                 |
| 2.                           | 15.06.1961                   | Florencja                    | Włochy                       |                              | 1:4                          | towarzyski                   |